# Badly Drawn Boy
Pour les articles homonymes, voir BDB.
Damon Gough (connu sous le nom de Badly Drawn Boy ou BDB) est né le 2 octobre 1969 à Dunstable dans le Bedfordshire. Il grandit dans la région du Breightmet dans le Lancashire en Angleterre. Il est considéré comme un compositeur de rock indépendant.

## Débuts
Damon Gough choisit son nom de scène à partir du personnage principal de l'émission Sam and his Magic Ball qu'il a vu à la télévision lors d'une soirée à Trafford, Manchester en 1995. Avant d'utiliser ce nom, il crée des cartes de visites, chacune unique, à partir de l'impression d'un dessin de son neveu et d'un collage de sa part. Le tout est alors laminé et donné à des amis et dans des boîtes de nuit à Blackburn et Manchester.
Une rencontre heureuse avec Andy Votel  au bar the Generation X à Manchester, où des amis de Damon contribuaient à une exposition de la  Space Monkey Clothing Company dans laquelle Votel était le DJ, a amené à la création de Twisted Nerve Records. Le premier sept pouces de Badly Drawn Boy « EP1 », est pressé l'année suivante et acclamé par la critique, bien que seules 500 copies aient été éditées.
En 2002, le magazine Q dénombre Badly Drawn Boy dans sa liste des « 50 groupes à voir avant de mourir », bien qu'il fasse partie de la sous-liste des « 5 groupes qui peuvent aller n'importe où » ("5 Bands That Could Go Either Way"), en raison de sa tendance à parler et raconter des anecdotes pendant de longs moments au lieu de jouer des chansons.

## Le temps des EP
La carrière de Damon dans la musique démarre réellement en septembre 1997 avec la sortie de EP1 contenant 5 pistes sous le format vinyle. Ce disque est distribué parmi les amis et la famille. Avec seulement 500 disques pressés, cet enregistrement est aujourd'hui considéré comme le Saint Graal pour les fans de BDB, avec certaines copies s'échangeant jusqu'à 100 £ (100 €) sur eBay.
En avril 1998, Damon sort son deuxième EP, appelé EP2. Il comporte une piste de moins que son prédécesseur pour deux fois plus de disques pressés. La chanson-titre « I love you all » est plus tard utilisée dans une boîte à musique vendue avec l'EP. Cette boîte à musique joue 11 secondes de la chanson et est d'autant plus appréciée des fans que l'EP en raison de sa production limitée.
Le troisième EP de Damon, EP3, sort en novembre 1998 aux formats vinyle et CD, et est la première réalisation d'un partenariat qui durera avec XL Recordings. « Road movies » sort comme un enregistrement live avec les amis mancunéens de Damon the Doves. La face B est une autre piste provenant de l'EP, "My Friend Cubilas".
It Came from the Ground est l'EP suivant, sorti en mars 1999 sur CD et vinyle. Cet enregistrement se concentre sur un décor boisé, un aspect mis en avant à la fois sur la jaquette que sur le clip du single. Durant cette même période sort le single « Whirlpool ». Une chanson instrumentale est aussi pressée sur vinyle en 1999.
Le dernier EP, Once around the block sort en août 1999 sur les deux formats avec une édition limitée sur CD. Cet EP est suffisamment court pour pouvoir être qualifié de single.

## Le temps des albums

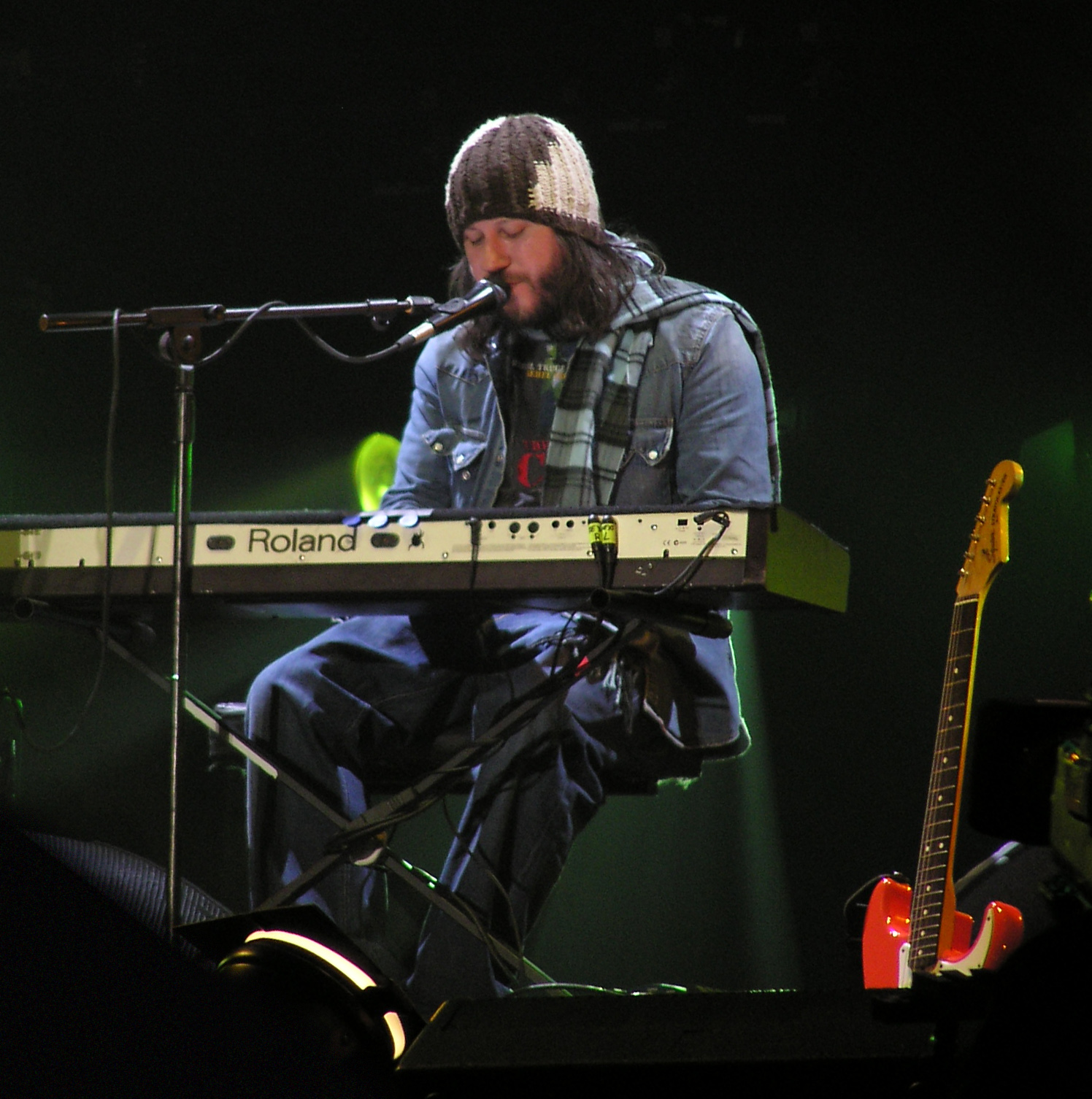
Damon jouant à Cardiff en 2005

À la suite du succès de ces précédents EP, le premier album de Damon The Hour of Bewilderbeast sort en juin 2000 avec quatre singles (dont une réédition de Once Around the Block).
L'album est acclamé par la critique et Badly Drawn Boy remporte le Mercury Music Prize de 2000 devançant ses contemporains des Doves et gagne le prix de 20 000 £. L'album se vend relativement bien (300,000 exemplaires) et est largement considéré comme son œuvre de référence.
Après une courte pause, Damon se lance à l'écriture de la musique du film des frères Weitz adaptant la nouvelle de Nick Hornby Pour un garçon. Appréciant ses travaux passés, les frères Weitz demandent à Damon de composer la musique du film, une tâche qu'il entreprend seul. Trois singles en sont extraits durant l'année 2002.
Son troisième album, Have You Fed the Fish? amène plus de guitares et un son se rapprochant de plus en plus de la pop ce qui n'a pas été apprécié des critiques. L'album joue sur la faible célébrité de Damon ainsi que si des jeux de mots sur des collègues musiciens comme Madonna ou John Lennon. Trois nouveaux singles ainsi qu'une longue tournée américaine accompagnent l'album.
Après son long séjour en Amérique, Damon souffre du mal du pays et décide d'enregistrer son prochain album plus près de chez lui. Enregistré dans un studio de Stockport près de Manchester, One Plus One Is One est un portrait de sa vie personnelle. Se rapportant à la mort d'un ami proche ainsi qu'à la perte de son grand-père lors de la bataille de Normandie, cet album est par moments très intimiste. Sorti en 2004, il n'a pas été un succès commercial, et Damon décide de rompre ses contacts chez XL Recordings après seulement l'édition d'un seul single. Il est actuellement chez EMI.
Il a fallu attendre deux ans avant d'avoir des nouvelles d'un nouvel album de Badly Drawn Boy, Born in the U.K., qui exprime l'expérience de Damon d'avoir grandi au Royaume-Uni. L'album sera promu par une petite tournée au RU, dont les profits iront à Oxfam, une action caritative qui « offre la chanson pour des milliers de personnes d'utiliser la musique pour arriver à quelque chose ensemble, ce qui me paraît une idée exaltante. » a déclaré Damon.

## Discographie
- 1997 EP1
- 1998 EP2
- 1998 EP3
- 1999 It Came from the Ground (EP4)
- 1999 Once Around the block (EP5)
- 2000 The Hour of Bewilderbeast
- 2002 Pour un garçon
- 2002 Have You Fed the Fish?
- 2004 One Plus One Is One
- 2006 Born in the U.K.
- 2009 Is There Nothing We Could Do? (Musique inspirée de la comédie britannique "The Fattest Man in Britain")
- 2010 It's What I'm Thinking (Part One: Photographing Snowflakes)
- 2012 Being Flynn (Bande Originale du film "Being Flynn"/"Monsieur Flynn")
- 2020 Banana Skin Shoes

## Source
- (en) NME: Badly Drawn Boy returns